# Buttes Chaumont (stanice metra v Paříži)
Buttes Chaumont je nepřestupní stanice pařížského metra na lince 7bis v 19. obvodu v Paříži. Nachází se na rue Botzaris na okraji velkého městského parku.

## Historie
Stanice byla otevřena 13. února 1912 jako součást boční větve linky 7. Dne 3. prosince 1967 se severní větev linky 7 mezi stanicemi Louis Blanc a Pré Saint-Gervais stala samostatnou linkou s označením 7bis a stanice Buttes Chaumont se stala její součástí.
Stanice patří k nejhlubším v Paříži (24,58 metrů). Od turniketů až na nástupiště vede 149 schodů. Stanice je vybavena automatickým výtahem.

## Název
Název stanice je odvozen od pomístního jména – kopce Chaumont.

## Zajímavosti v okolí
- Parc des Buttes-Chaumont